# Барановка (приток Балахонки)
Барановка — река в России, протекает по Кемеровскому району Кемеровской области. Устье реки находится в 10 км по правому берегу реки Балахонка, в деревне Сутункин Брод. Длина реки составляет 15 км.

## Данные водного реестра
По данным государственного водного реестра России относится к Верхнеобскому бассейновому округу, водохозяйственный участок реки — Томь от города Кемерово и до устья, речной подбассейн реки — Томь. Речной бассейн реки — (Верхняя) Обь до впадения Иртыша.